# Nền kinh tế thực
Nền kinh tế thực liên quan đến sản xuất, thu mua, luân chuyển hàng hóa và dịch vụ (như dầu, bánh mì và lao động) trong một nền kinh tế. Nó đối lập với nền kinh tế tài chính, cái mà đề cập đến những khía cạnh chủ yếu giao dịch tiền tệ và các tài sản tài chính khác, điều này thể hiện quyền sở hữu hoặc yêu cầu quyền sở hữu đối với hàng hóa và dịch vụ trong khu vực sản xuất.
Trong nền kinh tế thực, chi tiêu được xem là "thật" vì tiền được sử dụng để thực hiện các cuộc giao dịch hiện vật, ví dụ trả lương cho nhân viên nhằm thực hiện lao động, thanh toán hóa đơn cung cấp nhiên liệu hoặc mua thực phẩm để tiêu dùng. Giao dịch bao gồm việc chuyển giao một thứ gì đó ngoài tiền hoặc tài sản tài chính. Theo cách này, nền kinh tế thực tập trung vào các hoạt động cho phép con người trực tiếp thỏa mãn nhu cầu và mong muốn của họ, ngoại trừ mục đích đầu cơ. Các nhà kinh tế ngày càng quan đến đến nền kinh tế thực (và tác động của nó với nền kinh tế tài chính) vào cuối thế kỷ 20 do tài chính hóa toàn cầu ngày một tăng, được Krippner mô tả là "một mô hình tích lũy trong đó lợi nhuận tích lũy chủ yếu thông qua các kênh tài chính thay vì thương mại và sản xuất hàng hóa ”.
Khu vực sản xuất dễ dàng bị tác động bởi hiệu ứng thanh khoản đối với giá tài sản, ví dụ như nếu thị trường bị bão hòa thì giá tài sản sụt giảm. Trong khu vực sản xuất, điều bất ổn này cho thấy tổng cầu suy giảm (nhu cầu về tiền tăng trong lĩnh vực tiền tệ).

## Trường phái tư tưởng
Trong trường phái kinh tế học tân cổ điển, phân đôi cổ điển quy định rằng các giá trị thực và giá trị danh nghĩa trong nền kinh tế có thể được phân tích một cách rõ ràng. Vì vậy, giá trị khu vực sản xuất được quyết định bởi thị hiếu, sở thích và chi phí sản xuất của một tác nhân, trong khi lĩnh vực tiền tệ chỉ đóng vai trò ảnh hưởng đến mức giá, do đó trong ví dụ đơn giản này, vai trò của cung và cầu nói chung được giới hạn ở thuyết số lượng tiền tệ.
Lý thuyết kinh tế học Keynes phản đối sự phân đôi cổ điển. Những người theo thuyết Keynes và những người theo chủ nghĩa tiền tệ bác bỏ nó trên cơ sở là giá cả không biến động - giá cả không thể điều chỉnh trong ngắn hạn, do đó sự gia tăng cung tiền làm tăng tổng cầu và cũng làm thay đổi các biến kinh tế vĩ mô thực. Những người theo trường phái hậu Keynes cũng phản đối sự phân đôi cổ điển vì những lý do khác nhau, chúng đều nhấn mạnh vai trò của ngân hàng trong việc tạo ra tiền, như trong lý thuyết mạch tiền tệ.
Lý thuyết thị trường phân đôi đề xuất rằng các tác động của lĩnh vực sản xuất độc lập với lĩnh vực tiền tệ, nó cũng liên quan đến lý thuyết về tính trung lập của tiền.

## Bất động sản
Lãi suất cao trong những năm 1980 và 1990 đã làm suy giảm dòng tiền và giá tài sản ở một số nước thành viên của Tổ chức Hợp tác và Phát triển Kinh tế (OECD), đặc biệt khi sự sụt giá bất động sản và tổn thất cho vay đã làm hoạt động cho vay vốn chủ sở hữu trong lĩnh vực ngân hàng giảm theo. Vì giá trị bất động sản giảm mạnh ở phía Đông Bắc Hoa Kỳ nên các khoản cho vay cũng giảm theo.

## Biến thực
Vì nền kinh tế thực đề cập đến tất cả các thành phần thực hoặc phi tài chính trong một nền kinh tế, nó có thể được cấu tạo bằng cách chỉ dùng các biến thực mà không cần hệ thống tiền tệ để vận hành. Với cách này, các biến thực là:
- Tiền lương: không cần phải được biểu thị dưới dạng tiền tệ, chúng có thể được biểu thị bằng các điều kiện thật trong bất kỳ đơn vị thực nào
  - Ví dụ: 5 quả cam cho một giờ làm việc (điều này liên quan đến khái niệm sức mua tương đương được thể hiện trong Chỉ số Big Mac)
- Sản lượng: có thể được thể hiện dưới dạng đơn vị thực
  - Ví dụ: một công ty nội thất sản xuất 20 bàn và 40 ghế mỗi ngày

## Nền kinh tế tài chính vs. Nền kinh tế thực
Theo lý thuyết phân đôi cổ điển, nền kinh tế danh nghĩa và nền kinh tế thực có thể được phân tích theo một cách riêng biệt. Các nhà kinh tế học chính thống thường xem thị trường tài chính như một phương tiện cân bằng tiết kiệm và đầu tư, nó được phân bổ giữa các ngành theo cách dùng tốt nhất được cố định bởi các nguyên tắc cơ bản trong nền kinh tế. Do đó, các ngân hàng đóng vai trò trung gian giữa tiết kiệm và đầu tư. Thị trường tài chính, theo giả thuyết thị trường hiệu quả, được cho là hiệu quả khi dựa trên tất cả các thông tin sẵn có. Lãi suất thị trường bị tác động bởi cung và cầu vốn vay.
Có một số tranh cãi về việc liệu lĩnh vực tài chính và thị trường tài sản có ảnh hưởng đến nền kinh tế thực hay không. Nhà kinh tế học Mathias Binswanger đã chứng minh rằng kể từ những năm 1980, các kết quả của thị trường chứng khoán dường như không gây ra sự gia tăng trong hoạt động kinh tế thật, trái ngược với kết quả được tìm thấy ở Fama (1990), người đã phát hiện ra rằng sự gia tăng trên thị trường chứng khoán có vẻ dẫn đến sự gia tăng trong nền kinh tế thực. Binswanger cho rằng sự khác biệt này dựa trên khả năng xảy ra bong bóng đầu cơ đối với nền kinh tế trong những năm 1980 và 1990. Thông qua việc phân tích bảy nước, nhà kinh tế học Kateřina Krchnivá nhận thấy rằng sự gia tăng trên thị trường chứng khoán dự đoán cho sự gia tăng của nền kinh tế thực với độ trễ khoảng một phần tư mà không có bất kỳ mối quan hệ phản hồi nào theo chiều ngược lại.
Irving Fischer đã phát triển học thuyết về giảm phát nợ trong thời kỳ Đại Khủng hoảng để giải thích mối liên kết giữa lĩnh vực tài chính và nền kinh tế thực. Trong mô hình của ông, suy thoái kinh tế và khủng hoảng kinh tế được tạo ra do tăng gánh nợ thực từ hiện tượng giảm phát. Kết quả, thanh lý nợ xảy ra kéo theo việc bán chứng khoán tịch biên với giá rẻ và rút lại khoản tiền gửi. Điều này dẫn đến mức giá giảm hơn nữa cùng với làn sóng các doanh nghiệp phá sản khiến sản lượng, thương mại và việc làm suy giảm. Sự bi quan và mất niềm tin trỗi dậy khiến tích trữ tiền tệ tiếp tục và dòng tiền lưu thông chậm hơn, gây ra những hỗn loạn phức tạp trong lãi suất. Cách khắc phục của Fischer khi chuỗi sự kiện này xảy ra là điều chỉnh giá trở lại mức ban đầu, ngăn chặn "vòng luẩn quẩn" của giảm phát nợ.
Ngoài ra, John Maynard Keynes đã đề xuất học thuyết ưa chuộng tính thanh khoản như một phương tiện giải thích những thay đổi về tính thanh khoản của các nhà đầu tư dựa trên việc ưa chuộng không ổn định của họ trên thị trường tài chính có thể dẫn đến những thay đổi trong các biến thực như sản lượng và việc làm như thế nào. Do đó, dưới những điều kiện rủi ro cơ bản, tính thanh khoản vô cùng hấp dẫn đối với các nhà đầu tư. Kinh tế học Keynes quan tâm đến các cách xác định sự ưa thích thanh khoản của các nhà đầu tư thông qua các nguồn chính sách tài khóa và tiền tệ để đạt được toàn dụng lao động. Cơ quan quản lý tiền tệ có thể khuyến khích đầu tư tư nhân nhiều hơn qua sự suy giảm của lãi suất, trong khi chính sách tài khóa là một cán cân thương mại tích cực và mở rộng tín dụng nhà ở cũng có thể dẫn đến tăng trưởng vượt bậc trong nền kinh tế thực.